# Parafia Podwyższenia Krzyża Świętego w Jaksonowie
Parafia Podwyższenia Krzyża Świętego w Jaksonowie – parafia rzymskokatolicka należąca do dekanatu Borów archidiecezji wrocławskiej. Erygowana w 1957 roku. Obsługiwana przez księży archidiecezjalnych. Administratorem parafii jest ks. Patryk Olejnik .

## Parafialne księgi metrykalne
| Księgi metrykalne | Okres ewidencji |
| ----------------- | --------------- |
| chrztów           | 1957 -          |
| ślubów            | 1957 -          |
| zgonów            | 1957 -          |